# Kazuma Watanabe
Kazuma Watanabe (渡邉 千真 Watanabe Kazuma?,  Kunimi, Nagasaki, 10 de agosto de 1986) es un futbolista japonés. Juega de delantero y su equipo es el Matsumoto Yamaga F. C. de la J3 League de Japón.

## Carrera

### Clubes
Watanabe hizo su debut en la J1 League ante Sanfrecce Hiroshima el 7 de marzo de 2009 marcando su primer gol profesional en ese partido. Él siguió anotando constantemente hasta llegar a 13 goles en la liga de esa temporada y quebrar el anterior récord de goles en una temporada de un jugador debutante establecido por Shōji Jō en 1994. De esa manera, ganó el premio al mejor jugador joven del 2009.
Cabe destacar que es el hermano menor de Daigo Watanabe, mediocampista del Busan IPark.

### Selección nacional
Ha sido internacional con la selección de fútbol de Japón en una sola ocasión. Dicha oportunidad fue el 6 de enero de 2010 en un partido de clasificación para la Copa Asiática 2011 ante Yemen.

## Trayectoria
| Club                   | País  | Año       |
| ---------------------- | ----- | --------- |
| Yokohama F. Marinos    | Japón | 2009-2011 |
| F. C. Tokyo            | Japón | 2012-2014 |
| Vissel Kobe            | Japón | 2015-2018 |
| Gamba Osaka            | Japón | 2018-2020 |
| Yokohama FC            | Japón | 2021-2022 |
| Matsumoto Yamaga F. C. | Japón | 2023-     |

## Estadísticas

### Clubes
- Actualizado al 6 de abril de 2016

| Club | Div.          | Temporada     | Liga  | Liga  | Liga   | Copas nacionales(1) | Copas nacionales(1) | Copas nacionales(1) | Copas internacionales(2) | Copas internacionales(2) | Copas internacionales(2) | Total | Total | Total  | Media goleadora(3) |
| Club | Div.          | Temporada     | Part. | Goles | Asist. | Part.               | Goles               | Asist.              | Part.                    | Goles                    | Asist.                   | Part. | Goles | Asist. | Media goleadora(3) |
| --- | ------------- | ------------- | ----- | ----- | ------ | ------------------- | ------------------- | ------------------- | ------------------------ | ------------------------ | ------------------------ | ----- | ----- | ------ | ------------------ |
| Yokohama F. Marinos Japón | 1.ª           | 2009          | 34    | 13    | 2      | 11                  | 8                   | 0                   | —                        | —                        | —                        | 45    | 21    | 2      | 0,47               |
| Yokohama F. Marinos Japón | 1.ª           | 2010          | 24    | 8     | 1      | 8                   | 1                   | 0                   | —                        | —                        | —                        | 32    | 9     | 1      | 0,28               |
| Yokohama F. Marinos Japón | 1.ª           | 2011          | 29    | 7     | 4      | 10                  | 4                   | 2                   | —                        | —                        | —                        | 39    | 11    | 6      | 0,28               |
| Yokohama F. Marinos Japón | Total club    | Total club    | 87    | 28    | 7      | 29                  | 13                  | 2                   | 0                        | 0                        | 0                        | 116   | 41    | 9      | 0,35               |
| F. C. Tokyo Japón | 1.ª           | 2012          | 27    | 6     | 1      | 5                   | 2                   | 0                   | 7                        | 3                        | 1                        | 39    | 11    | 2      | 0,28               |
| F. C. Tokyo Japón | 1.ª           | 2013          | 33    | 17    | 3      | 6                   | 2                   | 0                   | —                        | —                        | —                        | 39    | 19    | 3      | 0,49               |
| F. C. Tokyo Japón | 1.ª           | 2014          | 26    | 3     | 1      | 7                   | 1                   | 0                   | —                        | —                        | —                        | 33    | 4     | 1      | 0,12               |
| F. C. Tokyo Japón | Total club    | Total club    | 86    | 26    | 5      | 18                  | 5                   | 0                   | 7                        | 3                        | 1                        | 111   | 34    | 6      | 0,31               |
| Vissel Kobe Japón | 1.ª           | 2015          | 28    | 10    | 5      | 12                  | 10                  | 4                   | —                        | —                        | —                        | 40    | 20    | 9      | 0,50               |
| Vissel Kobe Japón | 1.ª           | 2016          | 5     | 1     | 1      | 1                   | 1                   | 0                   | —                        | —                        | —                        | 6     | 2     | 1      | 0,33               |
| Vissel Kobe Japón | Total club    | Total club    | 33    | 11    | 6      | 13                  | 11                  | 4                   | 0                        | 0                        | 0                        | 46    | 22    | 10     | 0,48               |
| Total carrera | Total carrera | Total carrera | 206   | 65    | 18     | 60                  | 29                  | 6                   | 7                        | 3                        | 1                        | 273   | 97    | 25     | 0,36               |
| (1) Incluye datos de Copa del Emperador, Copa J. League y Supercopa de Japón. (2) Incluye datos de Liga de Campeones de la AFC. (3) No incluye goles en partidos amistosos. |               |               |       |       |        |                     |                     |                     |                          |                          |                          |       |       |        |                    |

### Resumen estadístico
|                       | Partidos | Goles | Promedio |
| --------------------- | -------- | ----- | -------- |
| Liga                  | 206      | 65    | 0,32     |
| Copas nacionales      | 60       | 29    | 0,48     |
| Copas internacionales | 7        | 3     | 0,43     |
| Selección de Japón    | 1        | 0     | 0,00     |
| Total                 | 274      | 97    | 0,35     |

## Palmarés

### Distinciones individuales
| Distinción                     | Año  |
| ------------------------------ | ---- |
| Novato del Año de la J. League | 2009 |
| Goleador de la Copa J. League  | 2015 |